# Jüdische Gemeinde Bruchsal
Die Jüdische Gemeinde in Bruchsal, einer Stadt im Landkreis Karlsruhe in Baden-Württemberg, entstand in der zweiten Hälfte des 13. Jahrhunderts und wurde durch die Gewaltherrschaft des Nationalsozialismus zerstört.

## Mittelalter
Ende des 13. Jahrhunderts verdichten sich Hinweise auf jüdisches Leben in Bruchsal. Ein 1288 in Frankfurt am Main ausgestellter Vertrag nennt „Ysaak dictus de Bruchselde“, dies ist die erste Nennung eines Juden im Zusammenhang mit Bruchsal. Dieser Ysaak war als Geldhändler tätig. 1320 bezeugt eine Urkunde mit den Worten „Salmannum iudeum in Frankinford dictum de Bruchseldin“ wieder einen zu Bruchsal in Verbindung stehenden Juden. Um 1333 ließ ein „Abraham von Bruchsal“ ein Darlehensgeschäft in ein Frankfurter Gerichtsbuch eintragen. Bei der Verpachtung einer Mühle im Jahr 1346 durch Gerhard von Ehrenberg, Bischof von Speyer, werden auch bei dem Personenkreis, der verpflichtet war in der Bannmühle mahlen zu lassen, auch die Juden genannt. Auch ein Vertrag von Bischof Gerhard aus dem Jahre 1337 mit der Judenschaft des Hochstifts Speyer nennt jüdische Gemeinden in Waibstadt, Landau, Lauterburg, Deidesheim, Udenheim und Bruchsal. In diesem Vertrag werden den jüdischen Gemeinden in Landau und Bruchsal ein Mitspracherecht bei der Aufnahme zuzugswilliger Juden eingeräumt. Für 1344 sind drei Bruchsaler Juden überliefert: Isaak, Abraham von Basel und Lewe von Heydolfsche. Mit Heydolfsche könnte Heidelsheim gemeint sein. Die jüdischen Händler zahlten dem Bischof Schutzgelder und jährlich eine hohe Vermögenssteuer. Sie dienten ihm auch als Kreditgeber.
Im Jahr 1346 wird in einer Urkunde eine Jüdin in Bruchsal überliefert, die ein steinernes Haus besaß, das zuvor im Besitz einer christlichen Familie war. Zwei weitere Juden, Lewen und Isaak, besaßen ebenfalls Häuser aus Stein, was selten war und auf Wohlstand ließen lässt.
Möglicherweise war die jüdische Gemeinde in Bruchsal einer der 13 Ableger der jüdischen Gemeinde in Speyer. Speyer war auch Sitz eines Rabbiners und dort befand sich auch im Mittelalter der einzige jüdische Friedhof im Hochstift Speyer. In der Judengasse, heute Zwerchstraße und Rathausgasse, lebten im Mittelalter die Bruchsaler Juden. Dort wird auch die mittelalterliche Synagoge vermutet.
In einem Memorbuch der jüdischen Gemeinde Speyer wird die Auslöschung der rechtsrheinischen Tochtergemeinden in Bruchsal, Eppingen, Sinsheim und Waibstadt festgehalten. Das Pestpogrom hat vermutlich nach dem 1. April 1349 stattgefunden.
Nach dieser Ermordung und Vertreibung von Juden ließen sich erst wieder in den 1380er Jahren Juden in Bruchsal nieder. 1380 wurde Morsyt als Schutzjude aufgenommen. Jedoch bereits Ende des 14. Jahrhunderts wurde Bruchsal als vermutlich einziger rechtsrheinischer Niederlassungsort für Juden des Hochstifts aufgegeben. Im 15. und 16. Jahrhundert sind keine Juden mehr in Bruchsal bezeugt, auch in Speyer wurden sie 1435 ausgewiesen.

## Neuzeit

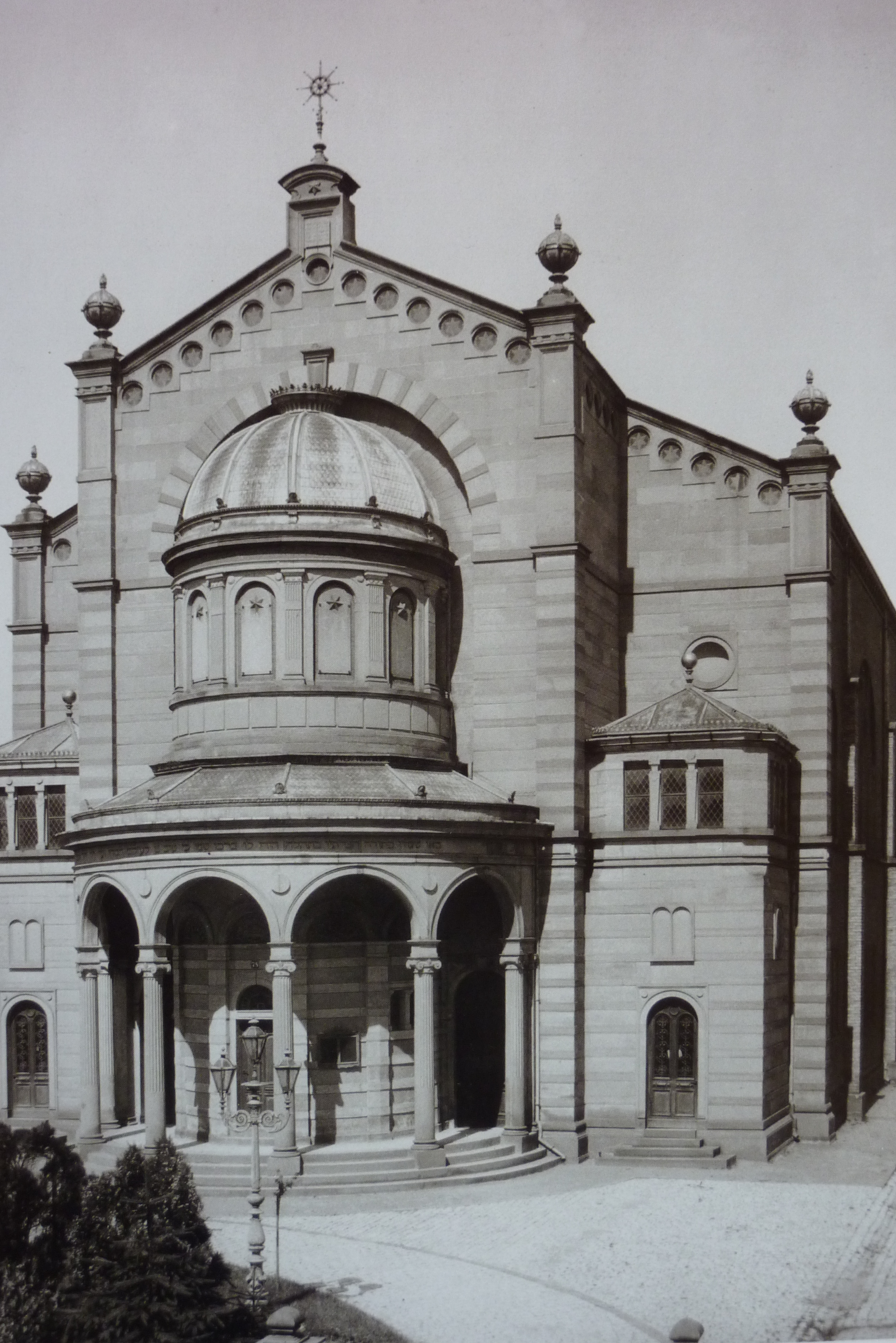
Synagoge in Bruchsal (erbaut 1880/81, 1938 zerstört)

Erst im Jahr 1625 können wieder Juden zweifelsfrei in Bruchsal nachgewiesen werden. Nach den Wirren des Dreißigjährigen Krieges nimmt ihre Zahl zu und 1685 werden elf jüdische Familien (Schmul, Herz, Koppel, Borach, Josef, dessen Sohn Lemel, Salme, Loser, Goetsch, Vicerabbiner Rafale und Lehrer Isaak) gezählt.
Nach dem Wiederaufbau der 1689 von den Franzosen während des Pfälzischen Erbfolgekrieges niedergebrannten Stadt, wohnten die Juden am Markt und an der Hauptstraße. Im sogenannten Münzhof prägte ein Frankfurter Jude zwischen 1665 und 1672 Geld für das Hochstift. Im Jahr 1720 gehörte das große Haus „Costel Jud“.
Die neuzeitliche Gemeinde hatte zunächst einen Betsaal, später Synagogen (s. u.), eine jüdische Elementarschule (Konfessionsschule bis 1876, danach Religionsschule) und ein rituelles Bad (Mikwe) an der Stadtgrabenstraße 17. 1827 wurde Bruchsal Sitz eines Bezirksrabbinates.
Seit der Mitte des 19. Jahrhunderts waren die Juden in Bruchsal von großer wirtschaftlicher Bedeutung für die Stadt und den Kraichgau. Der Tabak- und Hopfengroßhandel war fast ausschließlich in ihrer Hand. Die Familie Oppenheimer hatte zur Kaiserzeit und während der Weimarer Republik eine florierende Tuchgroßhandlung.

## Nationalsozialistische Verfolgung
Die nationalsozialistische Hetze richtete sich auch in Bruchsal sofort nach der nationalsozialistischen Machtergreifung gegen die jüdischen Gewerbe- und Industriebetriebe in der Stadt. Zahlreiche Diskriminierungen schränkten das jüdische Leben in der Stadt ein. So durften jüdische Einwohner das städtische Schwimm- und Sonnenbad ab Mai 1934 nicht mehr betreten. Für die jüdischen Schülerinnen und Schüler wurde 1936 eine eigene Schule eingerichtet. Beim Novemberpogrom 1938 wurde die Synagoge niedergebrannt und SA-Leute zertrümmerten die Schaufenster jüdischer Geschäfte. Am 22. Oktober 1940 wurden aus Bruchsal im Rahmen der sogenannten Wagner-Bürckel-Aktion 79 jüdische Einwohner in das Lager Gurs deportiert.
Das Gedenkbuch des Bundesarchivs verzeichnet 114 in Bruchsal geborene jüdische Bürger, die dem Völkermord des nationalsozialistischen Regimes zum Opfer fielen.

## Gemeindeentwicklung
| Jahr      | Gemeindemitglieder               |
| --------- | -------------------------------- |
| um 1648   | 8 Familien                       |
| 1683      | 11 Familien                      |
| 1695      | 9 Familien                       |
| 1714      | 16 Familien                      |
| 1740      | 11 Familien                      |
| 1760      | 13 Familien                      |
| 1785      | 14 Familien                      |
| 1795      | 16 Familien                      |
| 1814      | 128 Personen                     |
| 1825      | 178 Personen 2,6 % der Einwohner |
| 1842      | 256 Personen 3,2 % der Einwohner |
| 1862      | 325 Personen 3,9 % der Einwohner |
| 1875      | 609 Personen 5,6 % der Einwohner |
| um 1885   | 752 Personen 5,9 % der Einwohner |
| 1900      | 741 Personen 5,5 % der Einwohner |
| 1910      | 711 Personen 4,6 % der Einwohner |
| um 1925   | 603 Personen 3,7 % der Einwohner |
| 1933      | 501 Personen                     |
| 1937      | 326 Personen                     |
| 1939      | 162 Personen                     |
| Okt. 1940 | 91 Personen                      |
| Nov. 1940 | 10 Personen                      |
| 1945      | 8 Personen                       |

## Persönlichkeiten
- Pelta Moses Epstein (1745–1821), Landesrabbiner
- Otto Oppenheimer (1875–1951), Tuchgroßhändler

## Rabbiner in Bruchsal
siehe auch: Bezirksrabbinat Bruchsal
- 1740–1743: Isaak Weil
- 1752–1766: Levin Löb Calvaria
- 1766–1771: Wolf Hüttenbach
- um 1700:  Jakob Weil
- nach 1771: Simon Nathan
- um 1780:  Juda Oppenheim
- 1790–1820: Pelta Moses Epstein
- 1821–1822: Abraham Epstein
- 1822–1847: Elias Präger
- 1847–1855: Moses Präger
- 1855–1870: Isak Friedberg
- 1870–1876: Leopold Schleßinger
- 1876–1900: Josef Eschelbacher
- 1900–1906: Max Doctor
- 1906–1911: Max Eschelbacher
- 1811–1915: Ferdinand Straßburger
- 1911–1940: Siegfried Grzymisch (ermordet 1944 im KZ Auschwitz)